# Mathesis universalis
La Mathesis universalis, du grec « mathesis » (science), et du latin « universalis » (universel), est un concept métaphysique ancien. Le mot « μάθημα » (máthēma) signifie « science, connaissance », et « μάθηματα » (ta mathèmata) « ce que l'homme connaît d'avance et qu'il porte déjà en lui-même sans avoir à l'extraire des choses : le sens de la corporéité, le sens de l'animalité, etc. ».

## Perspective générale
La Mathesis est une interprétation orientée de l'essence du savoir en général. Avec les philosophies de Descartes et de Leibniz apparaît une conception de la mathesis universalis comme projet typique du rationalisme classique, basée sur l’idée « qu’il y a un ordre universel totalement accessible à la raison ». Elle devient chez Descartes le modèle de toute certitude, fondée sur l'évidence de l'intuition et chez un Leibniz, qui abandonne l'intuition cartésienne, appuyé sur la logique et la non-contradiction, tribunal de la vérité des propositions.
On reconnaîtra la Mathesis là où « il y a projet général d'une maîtrise définitive de la compréhension de l'univers à partir d'un petit nombre de lois simples, comme le manifeste le concept du « grand Horloger », encore si prégnant jusqu'à la fin du XVIIIe siècle ».
La Raison est traditionnellement reconnue comme fond même de l'Être et faculté maîtresse de l'homme. C'est dans le logos grec qu'une telle correspondance a vu le jour, dans la parole qui discerne et expose et où règne une entente de l'être. Dès l'origine, la philosophie grecque conditionne notre connaissance du monde à la prise en compte de ce que d'une certaine manière nous connaissons toujours déjà. C'est cette connaissance dénommée « mathématique » qui constitue ce que Platon exigeait de ses étudiants « Que nul n'entre ici s'il n'est géomètre », géométrie signifiant ici non la science des formes mais la science des présuppositions fondamentales de tout savoir.
Toute l'histoire de la métaphysique est commandée par cette correspondance entre l'Être et la Raison jusqu'au règne contemporain de la technique et du nihilisme, en passant par le règne du sujet rationnel et de l'humanisme.

## Approche historique
Dans l'Antiquité l'expression μάθημα a donné naissance à l'adjectif μαθηματικός (mathematikos), d'abord « relatif au savoir » puis plus spécifiquement aux « sciences mathématiques ». La mathesis ou matheseos désigne primitivement, chez les auteurs grecs et latins, et en particulier chez Proclus, recteur de l’École néoplatonicienne d'Athènes au Ve siècle de notre ère, les fondements mêmes des mathématiques, voire de toute connaissance. L'idée est sous-jacente dans l'œuvre d'Aristote, mais elle n'y est pas présente comme telle.

### Logos
Dans l'une des significations de l'Antiquité grecque le logos est principe d'unification, d'organisation, principe agent de l'organisation du cosmos chez les stoïciens, archétype du monde pour Philon d'Alexandrie.
Martin Heidegger, qui est celui des philosophes contemporains qui s'est le plus intéressé à ce vieux concept, rassemble d'emblée pour les mettre en relation, les trois notions qui dominent, dans les anciens textes, la pensée de ces vieux penseurs à savoir: le Logos, λόγος, la Phusis, φύσις et la Vérité, ἀλήθεια. La thématique du Logos est présente dès le paragraphe (§7) d'Être et Temps, où elle apparaît, à l'occasion d'une définition de la phénoménologie, par le biais d'une interrogation sur la signification du suffixe « logie ». Guillaume Badoual, note incidemment que dans toutes les disciplines faisant appel à ce même suffixe « il semble que toute connaissance apparaisse comme une logique ».

### Euclide ou la première puissance de la mathésis
Dans son livre La Puissance du rationnel, Dominique Janicaud nous explique, en prenant l'exemple d'Euclide, que rien ne serait plus faux que de qualifier de simplement théorique la mathématique grecque. Avec l'invention du « regard géométrique » un premier champ référentiel (et universel) de possibilités s'ouvre. La mathésis n'est pas un simple préalable à la révolution scientifique elle est mise en réserve de sa « potentialisation ».

### Temps modernes
Au Moyen Âge, après la période d'extension maximale qu'elle avait connue dans l'Antiquité, la mathesis a vu son sens se réduire chez les Scolastiques au point de ne plus signifier que la « Science de la quantité ».
On la retrouve chez les auteurs de la Renaissance et du XVe au XVIIe siècle, accompagnant la résurgence du néoplatonisme chez Marsile Ficin, Nicolas de Cues, Léonard de Vinci et Nicolas Copernic, et s'illustrant à travers les œuvres de Ramus, Paracelse, Galilée, Kepler et Romain.
Descartes, revenant à Platon reprend l'idée de mathesis, qu'il restaure dans son extension primitive, dans les Regulae ad directionem ingenii (Règles pour la direction de l'esprit) où elle devient le modèle de toute certitude. Toutefois comme le souligne Jacques Taminiaux de Platon à Descartes, la mathesis s'est profondément transformée, faisant référence non plus à la familiarité native pour les « Idées » mais à un projet de maîtrise.
C'est Leibniz (1er juillet 1646 - Hanovre, 14 novembre 1716) qui associant au terme de mathesis celui d'universalis fera de cette ancienne science délivrée des contraintes de l'intuition et de la représentation, une science conceptuelle, tributaire de la vérité des propositions, de la logique et du seul principe de non-contradiction. Leibniz ambitionnait de créer sous le nom de characteristica universalis ou Caractéristique universelle une langue universelle et formelle capable d'exprimer aussi bien les concepts mathématiques, scientifiques que métaphysiques.
Le rêve leibnizien d'une langue universelle qui permettrait de faire tous les raisonnements d'une façon mécanique, purement calculatoire, retrouva une nouvelle jeunesse grâce aux travaux de Frege (1848-1925) et à l'utilisation de la langue de la logique ou loglangue.

## Le tournant cartésien
Ayant auparavant développé la Mathesis universalis dans des travaux mathématiques, Descartes l’a ensuite utilisée pour circonscrire l’étendue et les limites de la connaissance humaine – en procédant méthodiquement et corrélativement avec la même méthode. Descartes conçoit l'idée d'une « science unique et normative » sur laquelle tout est orienté et réglé. À cet effet, il restaure et amplifie dans ses Regulae le vieux concept de mathesis « qui avec lui, étend son empire sur tout ce qui est possible de connaître ». Il en fait une science universelle dans la mesure où la validité de la connaissance, peut être étendue à tout objet.
Pour Descartes il n’y a de science effective que lorsque l’esprit a une connaissance certaine et indubitable de l’objet qu’il s’est donné à connaître, dont les mathématiques et la géométrie donnent l'exemple. Cette science va donc se présenter comme un ensemble de règles visant à diriger l’esprit dans la recherche de la vérité. Le philosophe enseigne dans ses Regulae (Règles pour la direction de l'esprit) « une méthode » pour acquérir la science, c'est-à-dire, la connaissance de tout ce dont l’humain est capable. Dans un siècle où le « Mathématique » s'impose comme trait fondamental de la pensée, il y a nécessité à en rechercher le fondement et à mettre en évidence les règles qui en découlent.

### Un objet
La science est pour Descartes un système hypothético-déductif s'appuyant sur l'expérience, mais il reste que, pour lui, il devrait être possible de comprendre le monde physique par une théorie explicative complète prenant la forme d'une démonstration algébrique universelle.

### Un projet
Jacques Taminiaux constate que la physique moderne n'est pas née du fait qu'un certain nombre de penseurs comme Descartes, Galilée ou Copernic, ont « décidé d'appliquer des mesures ». Le recours aux mathématiques obéit à quelque chose de plus profond par lequel l'esprit humain projette intuitivement un savoir a priori, comme le démontrera Kant dans la Critique de la raison pure, savoir qui l'autorise à prédéterminer les conditions de possibilité de tout phénomène. Ce cadre ou projet appuyé sur la fermeté du Cogito constituera avec Descartes la nouvelle mathesis. Les choses ne « sont » (objet) que dans la mesure où elles se soumettent au projet, à la mathesis, connaître devient ainsi le moyen de s'assurer un pouvoir.

### Une méthode
Dans la Regulae IV il énonce « Nécessaire est la méthode pour la recherche de la vérité ». Cette règle au-delà du lieu commun signifie que « la méthode ou la manière dont nous suivons les choses de près, décide par avance de ce que nous découvrons dans les choses en fait de vérité ». La méthode détermine ce qui peut devenir objet et comment cela le devient.
Contrairement à la tradition où les choses s'offraient pour ainsi dire de soi-même, dans la position fondamentale de la mathesis, il ne peut y avoir de propositions naturelles ou de choses données d'avance. Le principe vis-à-vis duquel toute proposition trouve son fondement sera le « Je » du Cogito er go sum qui est à comprendre non comme le « Je » subjectif d'un sujet déterminé mais comme « Raison »universelle et impersonnelle. « La « Raison » en tant que « Je pense » est expressément érigée en principe suprême, en tant que fil conducteur et tribunal de toute détermination de l'être ».
Puisqu’elles reposent sur l’usage exclusif de l’intuitus et de la deductio, les règles de la méthode assurent la véracité de la connaissance. La méthode est génératrice de vérité dans son principe. Ceux qui en useront seront prémunis de tout risque d’erreur, ils « n’admettront jamais rien de faux pour vrai », mais jugeront toujours de la vérité des choses avec évidence et certitude. Leur science s’élèvera « par degrés », en quoi l’on reconnaît l’image des chaînes de vérité : dans une compréhension sérielle et déductive, la connaissance s’élève par degrés de vérité en vérité.
Au-delà des mathématiques simples, toutes les choses qui se rapportent à la Mathesis se rejoignent en ce qu’elles sont examinées suivant un certain ordre et mesure, qu’il s’agisse d’astronomie, de musique, d’optique ou de mécanique. Descartes a ainsi déterminé le caractère commun des objets généraux de la Mathesis, sans plus s'en tenir aux figures et nombres.
Bien qu'il ne le dise pas explicitement en ces termes, la Mathesis universalis n’est autre que la science de la méthode, qui se trouve être utilisée en
mathématiques.
En désignant la Mathesis universalis comme étant « la source » de toutes connaissances (elle contient la démarche méthodique qui leur procure le statut de science), Descartes tient d’emblée pour assuré que tout objet du monde peut être connu suivant l’ordre et la mesure, autrement dit au moyen de l'intuition et de la déduction la correspondance entre l'ordre du connaître et l'ordre du réel ne va pas de soi.
- La nécessité de l’ordre (Règle V)
- La réduction au simple (Règle VI)
- Le dénombrement (Règle VII)[20]

### Des outils
Pour parvenir à la certitude, tout doit être « reconstruit » ; Descartes va ainsi s'efforcer de bâtir la science sur un fonds qui soit tout à lui. Mais la première condition pour bâtir l'édifice des sciences certaines, c'est que l'esprit se crée ses propres instruments, au lieu d'emprunter à autrui des outils dont il n'a pas éprouvé la rigueur. Quelqu'un qui veut exercer l'art de forgeron sans encore en avoir les outils, devra se forger pour son usage avec les moyens de la nature les outils dont il a besoin. Cet instrument que se forge lui-même l'esprit, ce sont les règles de la méthode.
Si la mathesis universalis prétend fonder et mettre en forme l'ensemble du savoir alors il est nécessaire que soient énoncés des axiomes insignes, autrement dit, ils doivent être, premiers en soi, évidents, et absolument certains. L'axiome sera un principe général (non lié à une science particulière), indispensable à tout apprentissage scientifique et qui n'est pas susceptible de démonstration, par exemple « les choses égales à une même chose sont égales entre elles » ou « le tout est plus grand que la partie, rien ne produit rien, une seule et même chose ne peut à la fois être et ne pas être ».

### Un sujet connaissant
Aux yeux de Descartes, l'unité des sciences a sa condition suffisante dans l'unité de l'esprit connaissant. L’esprit cartésien tire de lui-même toutes les règles auxquelles il obéira pour progresser dans la recherche de la vérité. Descartes rend compte de cette connaissance spontanée et irréfléchie par la présence en tout humain de certains germes innés de science. Le « Je » ainsi compris est l'axiome fondamental qui de lui-même implique un autre axiome fondamental à savoir, éviter toute proposition contradictoire qui reviendrait à parler contre le sujet.
En constituant cette science générale de l’ordre et de la mesure qu’est la Mathesis universalis, Descartes généralise en fait l’usage cognitif de l’intuitus et de la deductio à tous les objets. Car d’où proviennent « l’ordre et la mesure » examinées dans les choses ? Non pas des choses justement, mais de l’esprit qui s’emploie à connaître les choses. D’où vient que l’esprit examine ses objets suivant l’ordre et la mesure ? Du fait donc qu’il connaît par intuitus et deductio, c’est-à-dire de façon sérielle et déductive. Les vérités s’enchaînent dans une série d’intuitions continues.
La manière dont l’esprit connaît les choses est celle par laquelle il se connaît lui-même. Une boucle cognitive complexe se dessine ici : Descartes prend la connaissance, en tant qu’elle connaît suivant l’ordre et la mesure, comme objet de sa connaissance, et il l'examine elle-même selon l’ordre de la méthode, comme tout objet. Il entreprend donc de connaître méthodiquement la méthode.

## L'essence métaphysique de la mathesis
Martin Heidegger, développe notamment dans son livre Qu'est-ce qu'une chose, un concept du « Mathématique », de la mathesis, qui déborde largement l'idée de nombre. Caractérisant la pensée moderne, la mathesis devient une représentation générale et fondamentale des choses et du monde, qui trouve sa première application chez Isaac Newton et qui pose d'avance les conditions auxquelles la nature doit répondre pour qu'il puisse y avoir quelque chose comme une science.

## Curiosité
Un astéroïde a reçu le nom de ce concept. C'est aussi, aujourd'hui, le nom d'une collection de logique et d'épistémologie éditée par la Librairie philosophique J. Vrin.